# Kentrocapros eco
Kentrocapros eco es una especie de peces de la familia Aracanidae en el orden de los Tetraodontiformes.

## Morfología
Los machos pueden llegar alcanzar los 10,4 cm de longitud total.

## Hábitat
Es un pez de mar y de clima templado que vive entre 145-172 m de profundidad.

## Distribución geográfica
Se encuentran en Nueva Zelanda.